# Казале Монферато
Казале Монферато (итал. Casale Monferrato) град је у североисточној Италији. Град је други град округа Алесандрија у оквиру италијанске покрајине Пијемонт.
Казале Монферато био је средиште средњовековне италијанске кнежевине Монферат.

## Природне одлике
Град Казале Монферато налази се у западном делу Падске низије, на 70 км источно од Торина. Градско језгро образовало се на реци По. Иако је град у равничарском подручју на приближно 120 m надморске висине, непосредно западно од града издиже се горје Монферато.

## Географија
| Клима (Казале Монферато) | Клима (Казале Монферато) | Клима (Казале Монферато) | Клима (Казале Монферато) | Клима (Казале Монферато) | Клима (Казале Монферато) | Клима (Казале Монферато) | Клима (Казале Монферато) | Клима (Казале Монферато) | Клима (Казале Монферато) | Клима (Казале Монферато) | Клима (Казале Монферато) | Клима (Казале Монферато) | Клима (Казале Монферато) |
| Показатељ \ Месец        | .Јан.                    | .Феб.                    | .Мар.                    | .Апр.                    | .Мај.                    | .Јун.                    | .Јул.                    | .Авг.                    | .Сеп.                    | .Окт.                    | .Нов.                    | .Дец.                    | .Год.                    |
| ------------------------ | ------------------------ | ------------------------ | ------------------------ | ------------------------ | ------------------------ | ------------------------ | ------------------------ | ------------------------ | ------------------------ | ------------------------ | ------------------------ | ------------------------ | ------------------------ |
| Средњи максимум, °C (°F) | 4,0 (39,2)               | 6,9 (44,4)               | 12,5 (54,5)              | 16,9 (62,4)              | 22,0 (71,6)              | 26,0 (78,8)              | 28,7 (83,7)              | 27,6 (81,7)              | 23,8 (74,8)              | 17,0 (62,6)              | 10,3 (50,5)              | 4,5 (40,1)               | 28,7 (83,7)              |
| Средњи минимум, °C (°F)  | −3,2 (26,2)              | −2,0 (28,4)              | 2,5 (36,5)               | 6,7 (44,1)               | 10,7 (51,3)              | 14,5 (58,1)              | 16,7 (62,1)              | 15,8 (60,4)              | 12,8 (55)                | 7,9 (46,2)               | 3,9 (39)                 | −1,2 (29,8)              | −3,2 (26,2)              |
| [ тражи се извор ]       |                          |                          |                          |                          |                          |                          |                          |                          |                          |                          |                          |                          |                          |

## Становништво
Према резултатима пописа становништва 2011. у општини је живело 34.812 становника.
| 1931.  | 1936.  | 1951.  | 1961.  | 1971.  | 1981.  | 1991.  | 2001.  | 2011.  |
| ------ | ------ | ------ | ------ | ------ | ------ | ------ | ------ | ------ |
| 37.468 | 37.098 | 37.415 | 40.827 | 43.651 | 41.899 | 38.962 | 35.244 | 34.812 |

Казале Монферато данас има преко 36.000 становника, махом Италијана. Током протеклих деценија број становника у граду је опадао.

## Партнерски градови
- Пескара
- Трнава
- Вајнштат
- Ђирокастра
- Мантова

## Галерија
- сателитски снима града и реке По
- Трг Мацини у старом језгру града
- Градска Катедрала св. Евасија
- Старо Здање банке